# Cloruro di molibdeno(II)
Col nome di cloruro di molibdeno(II) o dicloruro di molibdeno si intendono più composti chimici binari tra molibdeno e cloro con formula minima MoCl2. Si conoscono almeno due forme, che hanno attratto l'interesse dei ricercatori per la loro struttura inattesa e per il fatto che possono formare centinaia di derivati.

## Struttura
Le specie di formula MoCl2 non adottano la struttura a impacchettamento compatto che ci si potrebbe aspettare, simile a quella presente in composti come rutilo e ioduro di cadmio. Il molibdeno(II) è un catione piuttosto grosso e preferisce formare composti con legami metallo-metallo, cioè composti cluster. Questo è il comportamento osservato anche per i metalli dei primi gruppi di transizione (gruppi del titanio, vanadio, cromo e manganese) nel formare alogenuri in stato di ossidazione minore di quattro (con rapporto alogenuro/metallo < 4).
Una forma di MoCl2 ha in realtà formula Mo6Cl12, ed è un solido giallo, insolubile in acqua, che si decompone per riscaldamento oltre 530 °C. Si tratta di una specie polimerica formata da cluster cubici Mo6Cl84+ con altri leganti a ponte cloruro che connettono i vari cluster. Questo materiale si trasforma facilmente in sali contenenti il dianione [Mo6Cl14]2–. In questo anione i sei atomi di molibdeno formano un ottaedro contenuto in un cubo definito da otto atomi di cloro; l'intorno di coordinazione di ogni atomo di molibdeno consiste di quattro leganti cloruro a ponte triplo, quattro Mo vicini, più un atomo di cloro terminale. Il cluster possiede un numero "magico" di elettroni pari a 24; ogni Mo(II) ne fornisce quattro.
|                                                                                            |                                                     |                                                      |
| modello a sfere e bastoncini di parte di uno strato nella struttura cristallina di Mo6Cl12 | modello a ellissoidi termici del cluster [Mo6Cl8]4+ | modello a ellissoidi termici del cluster [Mo6Cl14]2− |

## Sintesi e reattività
Mo6Cl12 si prepara per reazione del cloruro di molibdeno(V) con molibdeno metallico:
12MoCl5  + 18Mo → 5Mo6Cl12
Questa reazione procede attraverso gli intermedi MoCl3 e MoCl4, anch'essi ridotti in presenza di un eccesso di molibdeno metallico. La reazione viene condotta in una fornace a tubo a 600–650 °C.
Una volta isolato, Mo6Cl12 può dare molte reazioni mantenendo intatto il nucleo centrale Mo612+. Per riscaldamento in acido cloridrico concentrato forma (H3O)2[Mo6Cl14]. I cloruri terminali all'esterno possono essere scambiati facilmente:
(H3O)2[Mo6Cl14]  + 6HI  → (H3O)2[Mo6Cl8I6] + 6HCl
In condizioni più drastiche si possono scambiare tutti e 14 i leganti, ottenendo sali contenenti gli anioni [Mo6Br14]2– e [Mo6I14]2–.

## Cluster apparentati
Esistono vari cluster ci struttura simile a [Mo6Cl14]2–. L'analogo di tungsteno è noto. Tantalio e niobio formano cluster collegati dove gli alogenuri sono a ponte sugli spigoli dell'ottaedro anziché sulle facce; ne risulta la formula [Ta6Cl18]4–.
Sono molto studiati anche derivati di zolfo e selenio. [Re6Se8Cl6]4– ha lo stesso numero di elettroni esterni di [Mo6Cl12]2–.
I cluster Mo6S8L6, analoghi delle "fasi di Chevrel", sono stati preparati per azione di fonti di solfuro con Mo6Cl14 in presenza di leganti donatori L.